# Paso del Gois

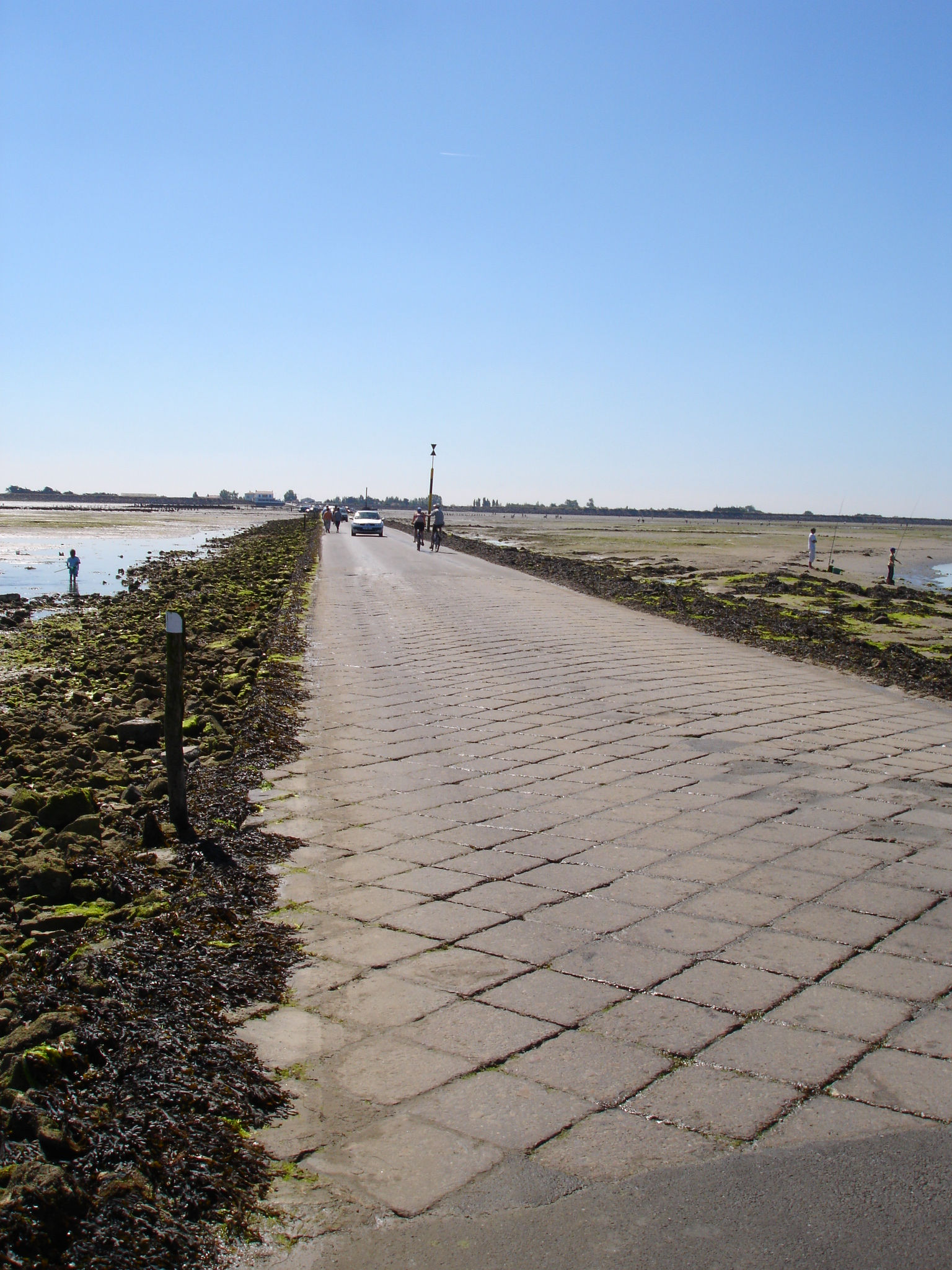
El Paso del Gois

El paso del Gois (en francés passage du Gois) es una carretera situada en la bahía de Bourgneuf y que une la isla de Noirmoutier (comuna de Barbâtre) con el continente (comuna de Beauvoir-sur-Mer), en el departamento francés de la Vandea. Se caracteriza porque la carretera queda anegada por el mar según la marea. El paso es practicable con la bajamar, quedando inundado dos veces al día por la pleamar. Existen otros sitios de este tipo, pero su característica particular es su longitud, de unos 4,5 km. La altura del agua que cubre el paso con la marea alta varía entre los 1,30 metros y los 4 metros.
Desde 1971, el puente de Noirmoutier, que une la isla con el continente, es una alternativa al paso del Gois.

## Tour de Francia
Este paso es conocido por haberse utilizado en la segunda etapa del Tour de Francia 1999 provocando numerosas caídas y cortes en el pelotón, entre ellas la de Alex Zülle, uno de los favoritos para llegar de amarillo a París. 
También se utilizó el paso en el Tour de Francia 2011 pero de forma neutralizada en el inicio de la etapa.